# Каракокшинская пещера
Карако́кшинская пеще́ра — расположена в южной части Каракокшинского сельского поселения Чойского района Республики Алтай на северо-восточном макросклоне хребта Иолго в верховьях реки Каракокша.

## Описание
Находится в популярном туристском районе, примерно в 20—25 км от Каракольских озёр, добраться до неё можно по конной тропе. Суммарная протяжённость ходов 490 метров, глубина 24 метра. Пещера имеет два входа, характерна двухэтажным строением, по нижнему этажу течёт ручей, который перехватывается с поверхности вблизи верхнего входа. Этот же ручей появляется на дне Воронки, расположенной ниже пещеры по сухому руслу, и которая настолько известна, что является сама по себе экскурсионным объектом. В период весеннего паводка верхний этаж пещеры частично затапливается и становится непроходимым. Самый большой зал пещеры — зал Орла, высотой 7 метров. Пещера внесена в Красную книгу (особо охраняемые территории и объекты) Республики Алтай. Каракокшинская известна как самая высокорасположенная из крупных пещер Алтая. Высота входа около 1700 м н.у.м.